# Меркурий-Атлас-7
Меркурий-Атлас-7 — космический полёт корабля «Меркурий» по одноимённой программе. Второй орбитальный полёт, совершённый американским астронавтом и 4-й пилотируемый орбитальный полёт в мире. Космический корабль пилотировал Малькольм Карпентер.

## Экипаж

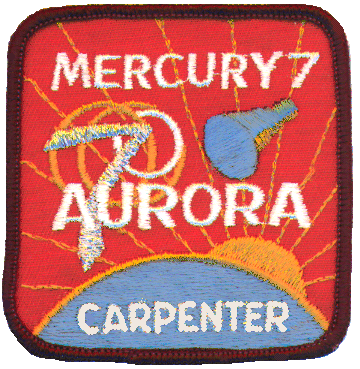
Нашивка-эмблема полёта

- Малькольм Карпентер — пилот.

## Дублёр
- Уолтер Ширра — пилот.

## Название корабля
Алан Шепард проявил интересную инициативу — перед стартом первого пилотируемого космического корабля НАСА, «Меркурий-Редстоун-3», дал своему кораблю личное имя — Freedom 7 («Свобода 7»), оно же стало и позывным при радиосвязи. Начиная с него и другие астронавты проекта «Меркурий» стали самостоятельно давать своим кораблям «личные имена», добавляя в конце число 7, в качестве признания командной работы со своими коллегами-астронавтами из первого набора — «Первой семерки».
| Корабль               | Астронавт           | Имя            |
| «Меркурий-Редстоун-3» | Алан Шепард         | Freedom 7      |
| «Меркурий-Редстоун-4» | Вирджил Гриссом     | Liberty Bell 7 |
| «Меркурий-Атлас-6»    | Джон Гленн          | Friendship 7   |
| «Меркурий-Атлас-7»    | Малькольм Карпентер | Aurora 7       |
| «Меркурий-Атлас-8»    | Уолтер Ширра        | Sigma 7        |
| «Меркурий-Атлас-9»    | Гордон Купер        | Faith 7        |

## Подбор экипажа
Изначально пилотировать «Меркурий-Атлас-7» должен был Дональд Слэйтон (Уолтер Ширра — дублёр). Однако Дональд Слэйтон был исключен из списка пилотов — во время тренировок на центрифуге, после создания больших перегрузок у него нашли сердечную аритмию. Если бы Дональд Слэйтон управлял «Меркурий-Атлас-7», то его космический корабль назвали бы «Дельта 7», так как это был четвёртый пилотируемый полёт, и Дельта (Δ) — четвёртая буква в греческом алфавите.

## Полёт
Космический корабль «Меркурий № 18» был доставлен на Мыс Канаверал во Флориду 15 ноября 1961 года. Ракету-носитель с номером Atlas 107-D везли с завода Convair из Сан-Диего, Калифорния, 25 февраля 1962 года, а на Мыс Канаверал доставили 6 марта 1962 года.
Пятичасовой полёт Малькольма Карпентера был сконцентрирован на науке. План полёта включал первое исследование поведения жидкостей в невесомости, фотографирование Земли и неудачную попытку наблюдения вспышки (салюта), запущенную с Земли. В начале третьего и заключительного витка, Карпентер неудачно ударился рукой о внутреннюю стену каюты, но решил сохранить это в тайне. Яркий рой частиц вокруг космического корабля, который наблюдал Джон Гленн и назвал «светлячками» — оказался ледяными частицами, отделяющимися от внешней поверхности космического корабля.
Как и Джон Гленн, Малькольм Карпентер совершил три витка вокруг Земли. Он провёл в невесомости 4 часа 39 минут и 32 секунды. Работа всех систем космического корабля «Меркурий» и ракеты-носителя «Атлас D» была превосходна во всех отношениях. Были достигнуты все основные цели миссии. Произошёл единственный сбой, связанный с работой космического корабля — в датчике ориентации по горизонту, компоненте системы автоматического управления.

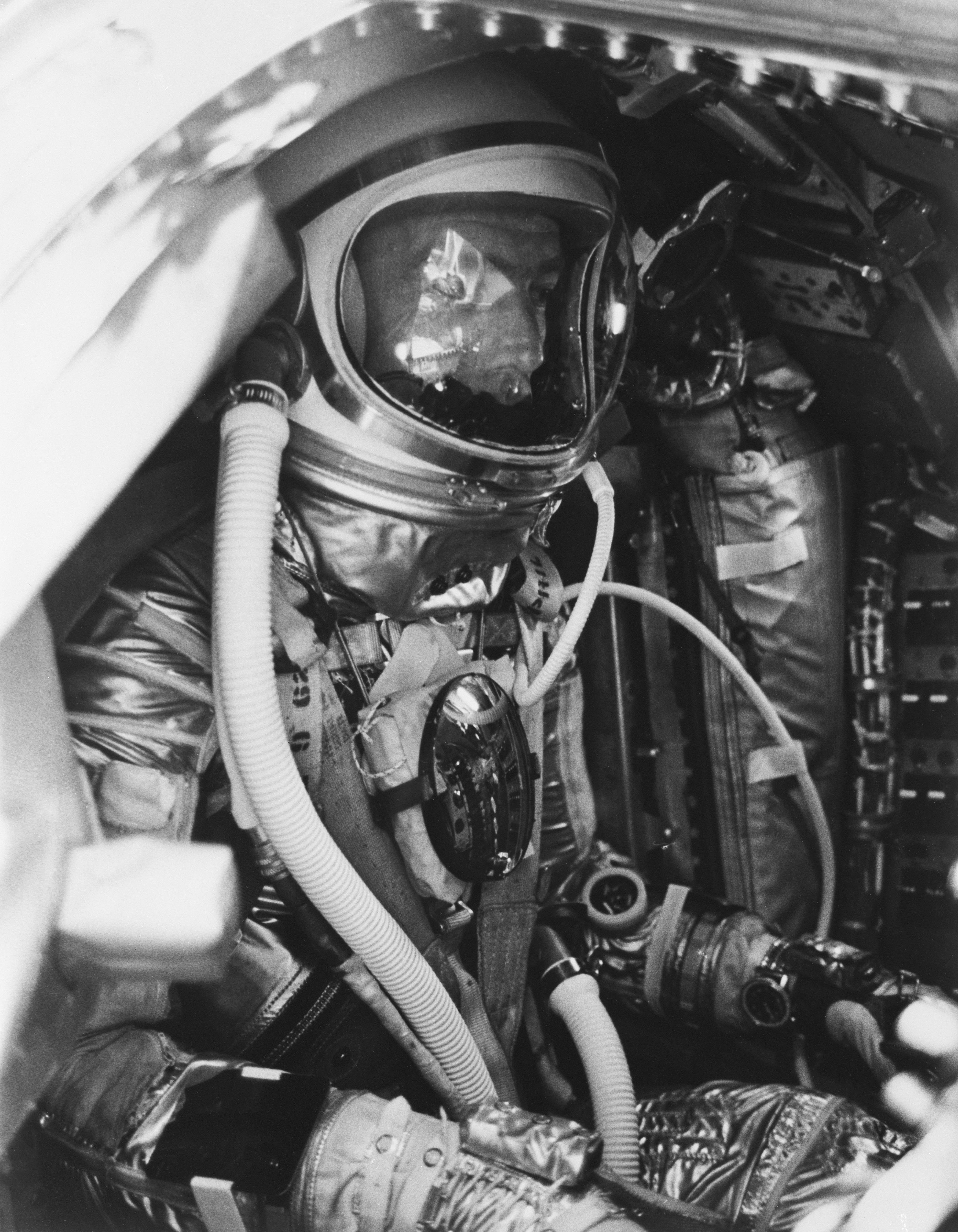
Карпентер в MA-7.

Во всех последующих операциях по ориентации корабля этот отказ техники компенсировал сам астронавт, угрозы успешному завершению полёта не было. Были модифицированы двигатели ориентации и ускорители системы управления. Температура в каюте и скафандре была высока, но терпима. Некоторые данные по состоянию здоровью и телеметрия от оборудования биологических исследований, поступающие во время полёта вносили некоторую нервозность в ЦУПе, однако в общем всё было нормально.
Оборудование и приборы космического корабля дали ценную научную информацию, особенно относительно поведения жидкостей в невесомости, идентифицированы слои свечения атмосферы, наблюдаемые астронавтом Гленном и сфотографированные земные географические особенности и метеорологические явления. Эксперимент, который должен был исследовать атмосферное давление и данные о цветоощущении в космосе посредством развертывания надувной сферы, был частично успешен. В ходе полёта ещё раз были протестированы системы космического корабля «Меркурий» в пилотируемом орбитальном варианте, наметил изменения для увеличения продолжительности полётов и привел к решению об увеличении требований к системам корабля.
Частично, потому что он был отвлечен, наблюдая за «светлячками» и частично из-за плотного графика и сбоя автоматической системы ориентации, Карпентер пропустил запланированное время схода с орбиты и приводнился в 402 километрах от ожидаемой точки.
«Аврора 7» сейчас экспонируется в Музее Науки и Промышленности в Чикаго, Иллинойс.